# Papež Janez VI.
Janez VI. je bil rimski škof, (papež) Rimskokatoliške cerkve, * 655 Efez (Mala Azija, Bizantinsko cesarstvo) † 11. januar 705 Rim, Bizantinsko cesarstvo.

## Življenjepis
Papež Janez VI. je bil grškega rodu in je že zato lažje bil v sorazmerno dobrih odnosih z bizantinskimi cesarji, kakor tudi z njihovimi namestniki - ravenskimi eksarhi. Bil pa je tudi izreden diplomat, ki je v svojem kratkem pontifikatu večkrat rešil Rim opustošenja: tako pred Bizantinci, ko ga je rešil s pregovarjanjem, ko je pod samodržcem Tiberijem ravenski eksarh Teofilakt prodiral s svojo vojsko proti Rimu, da bi ga zasedel. Najbrže cesar ni bil zadovoljen z Janezom VI., pa je hotel preprečiti njegovo umeščenje v prid kandidata, ki bi bil ubogljivo orodje v cesarjevih rokah, tudi v verskih zadevah. Na novico o vojaškem pohodu so prihitele v papeževo obrambo oborožene milice in vsiljivca tako prestrašile, da je moral poiskati zavetje pri samem papežu. 
Rešil pa ga je tudi divjih Langobardov, ki jih je odvrnil od ropanja z veliko odkupnino.

## Smrt
Papež Janez VI. je umrl v Rimu dne 11. januarja 705. Pokopan je v stari Bazilika svetega Petra, Rimcerkvi svetega Petra v Vatikanu.